# Fizyka jądrowa

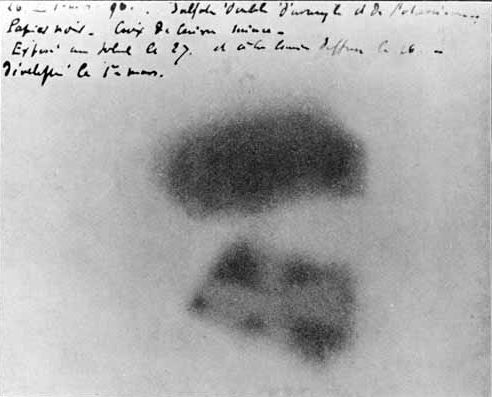
Ślad rozpadu promieniotwórczego zaobserwowany przez A.H. Becquerela pod koniec XIX wieku

Tabela nuklidów przedstawiająca ich stabilność

Przykładowe reakcje nukleosyntezy, zachodzące m.in. w Wielkim Wybuchu, gwiazdach i w wybuchach broni termojądrowej

Fizyka jądrowa – dział fizyki badający jądra atomowe – ich budowę i przemiany zwane jądrowymi reakcjami lub procesami. Jest to jeden z działów fizyki subatomowej obok fizyki cząstek elementarnych. Dziedziny te nie należą do fizyki atomowej, ponieważ bada ona głównie powłoki elektronowe atomów.
Fizyka jądrowa powstała jeszcze przed odkryciem jądra – pod koniec XIX wieku, kiedy Henri Becquerel odkrył promieniotwórczość. Dalsze przełomy doświadczalne w tej dziedzinie to:
1. znalezienie dalszych radionuklidów, innych niż uran;
2. identyfikacja różnych promieni jądrowych (alfa, beta i gamma) oraz ich składu;
3. opis wykładniczego zaniku;
4. opis szeregów promieniotwórczych;
5. odkrycie jądra oraz jego ładunku elektrycznego;
6. odkrycie budowy jądra – protonów i neutronów;
7. odkrycie rozszczepienia jądrowego i reakcji łańcuchowych;
8. przeprowadzenie fuzji jądrowej, najpierw w bombie wodorowej, a następnie w tokamakach;
9. odkrycie kolejnych cząstek elementarnych tworzących jądro jako budulec i nośniki oddziaływań – pionów, kwarków, gluonów i bozonów słabych (W, Z) – a także neutrin wytwarzanych w niektórych reakcjach jądrowych.

Teoretyczne podstawy fizyki jądrowej to modele jak kroplowy i powłokowy oraz kwantowe teorie pola opisujące oddziaływania podstawowe.
Przykłady zastosowań fizyki jądrowej to:
- broń jądrowa;
- energetyka jądrowa;
- medycyna – obrazowanie rezonansu magnetycznego;
- inżynieria materiałowa – implantowanie jonowe;
- archeologia – datowanie na podstawie zawartości atomów radioaktywnych izotopów węgla.

## Historia
Odkrycie elektronu przez J.J. Thomsona było pierwszą wskazówką na złożoność atomu. Na przełomie XIX i XX wieku powstał model atomu Thomsona nazywany obrazowo "ciastkiem z rodzynkami". Według tego modelu atom miał być, dodatnio naładowaną niepodzielną strukturą z porozrzucanymi w jej wnętrzu ujemnie naładowanymi elektronami.
Na przełomie wieków fizycy odkryli również trzy rodzaje promieniowania emitowanego przez atomy, które nazwano promieniowaniem alfa, beta i gamma. Eksperymenty prowadzone w 1911 roku przez Lise Meitner i Otto Hahna, oraz przez Jamesa Chadwicka w roku 1914 wykazały, że rozkład energii promieniowania beta jest ciągły, a nie dyskretny, jak pierwotnie sądzono. Oznacza to, że elektrony są emitowane z atomów w pewnym ciągłym przedziale energii, a nie z określonymi energiami, jak promieniowanie gamma i alfa. Stanowiło to dla fizyków poważny problem, bo oznaczało naruszenie zasady zachowania energii w rozpadzie beta.
W 1905 roku Albert Einstein sformułował zasadę równoważności masy i energii. Mimo że badania radioaktywności prowadzone przez Becquerela, Pierre'a Curie i Marię Skłodowską-Curie poprzedziły sformułowanie tej zasady przez Einsteina, wyjaśnienie źródła energii radioaktywności stało się możliwe dopiero po odkryciu, że jądro atomowe składa się z mniejszych cząstek – nukleonów.

### Odkrycie jądra atomowego

Eksperyment Rutherforda.
Górny rysunek: według teorii Thomsona cząstki alfa swobodnie pokonują wnętrze atomu.
Dolny rysunek: obserwowany rezultat eksperymentu: niewielka część cząstek jest odbijana ukazując mały skoncentrowany w niewielkiej przestrzeni ładunek dodatni

W 1907 roku Ernest Rutherford opublikował artykuł Radiation of the α Particle from Radium in passing through Matter. Hans Geiger rozwinął pracę Rutherforda. Geiger i Rutherford prowadzili  eksperymenty polegające na przepuszczaniu cząstek alfa przez powietrze, aluminiową folię i złote płytki. W 1909 roku Geiger i Ernest Marsden opublikowali kolejne artykuły, a w 1910 Geiger napisał obszerną pracę na ten temat. W latach 1911–1912 Rutheford przedstawił Towarzystwu Królewskiemu wnioski ze swych eksperymentów i zaproponował nową teorię jądra atomowego.
W 1909 roku odbył się najważniejszy eksperyment przeprowadzony przez Rutherforda i jego współpracowników. Hans Geiger i Ernest Marsden ostrzelali cienką złotą folię promieniowaniem alfa. Według uznawanego wówczas modelu Thomsona, cząstki alfa powinny przechodzić prosto lub zmieniając nieznacznie kierunek ruchu, ale nie mogą odbijać się od atomów. Okazało się, że znaczna część cząsteczek alfa przechodzi bez zmiany kierunku ruchu, ale część cząstek odbijała się od folii.
Odkrycie umożliwiło zbudowanie nowego modelu (model atomu Rutherforda), w którym atom składa się z niewielkiego (w stosunku do rozmiarów atomu) jądra, skupiającego większość masy atomu i mającego ładunek dodatni, oraz powiązanych z jądrem elektronów o ładunku ujemnym. Rutherford przyjął, że w jądrze znajdują się także elektrony, równoważące część ładunku dodatniego protonów. Neutrony nie były wówczas znane, zostały odkryte w 1932 roku.
Model Rutherforda działał całkiem dobrze do momentu prowadzonych przez Franca Rasettiego na Caltech badań nad spinem. Od roku 1925 wiadomo było, że elektrony i protony mają spin równy 1/2, więc zgodnie z modelem Rutherforda jądro atomu azotu-14 powinno mieć spin 1/2 (w modelu tym jądro miało zawierać 14 protonów i 7 elektronów, dając wypadkowy ładunek +7; 20 z tych cząstek równoważyło swój spin, a dwudziesta pierwsza zmieniała spin na 1/2). Jednak Rasetti odkrył, że jądro azotu-14 ma spin równy 1.

### Odkrycie neutronu
W roku 1932 Chadwick odkrył, że promieniowanie zaobserwowane przez Walthera Bothe, Herberta Beckera oraz Irène i Frédéric Joliot-Curie wywoływane jest przez obojętną elektrycznie cząstkę o masie zbliżonej do masy protonu, nazwaną przez niego neutronem. W tym samym roku Dmitri Ivanenko zasugerował, że neutron ma spin równy 1/2, i że to neutrony są odpowiedzialne za masę jądra, oraz że jądro nie zawiera elektronów, a jedynie protony i neutrony. Przyjęcie istnienia neutronów o spinie 1/2 rozwiązało problem spinu azotu-14, jako że jeden nieposiadający pary proton i jeden neutron, oba o spinie 1/2, mają łączny spin równy 1 (jądro azotu-14 zbudowane jest z 7 protonów i 7 neutronów).
Dzięki odkryciu neutronu możliwe stało się obliczenie energii wiązania poszczególnych jąder, przez porównanie masy jądra z masą tworzących je protonów i neutronów. Obliczone w ten sposób różnice w masach jąder oraz dokonane pomiary reakcji jądrowych okazały się zgodne z przewidywaną przez Einsteina równoważnością masy i energii.

### Mezony
W roku 1935 Hideki Yukawa przedstawił pierwszą solidną teorię dotyczącą oddziaływania silnego wyjaśniająca siły wiążące protony i neutrony w jądrze. W oddziaływaniach Yukawy cząstka wirtualna, nazwana później mezonem, przenosiła oddziaływania między nukleonami. Oddziaływania te wyjaśniały, dlaczego jądra nie rozpadają się pod wpływem sił elektrostatycznych oddziaływających pomiędzy protonami. Wyjaśniała też, dlaczego oddziaływania silne mają mniejszy zasięg od oddziaływań elektrostatycznych między protonami. Odkryte później piony okazały się posiadać właściwości hipotetycznej cząstki Yukawy.
Dzięki pracy Yukawy powstał współczesny model atomu. W jego centrum znajduje się gęste jądro składające się z neutronów i protonów, które przyciągają się wzajemnie, uniemożliwiając samoczynny rozpad. Stabilność jądra jest zależna od stosunku liczby neutronów do liczby protonów, a także parzystości liczby protonów i neutronów.
Niestabilne jądra mogą ulec rozpadowi alfa, polegającemu na emisji wysokoenergetycznych jąder helu-4, lub rozpadowi beta, polegającemu na emisji elektronów lub pozytonów. Po rozpadzie jądro może znaleźć się w stanie wzbudzenia, co może prowadzić do emisji wysokoenergetycznych fotonów (emisja gamma).
Badania nad słabymi i silnymi oddziaływaniami jądrowymi (oddziaływania słabe zostały opisane przez Enrica Fermiego w teorii Fermiego) zostały doprowadzone do etapu zderzania jąder i elektronów z bardzo wysokimi energiami. W ten sposób powstała fizyka cząstek elementarnych, której najważniejszym elementem jest Model Standardowy, ujednolicający oddziaływania silne, słabe i elektromagnetyczne.

## Współczesna fizyka jądrowa
Ciężkie jądro może składać się z setek nukleonów, co oznacza, że z pewnym przybliżeniem może być ono traktowane zgodnie z zasadami mechaniki klasycznej, zamiast mechaniki kwantowej. W rezultacie powstał model kroplowy, w którym energia jądra powstaje częściowo z napięcia powierzchniowego, a częściowo w wyniku odpychania się protonów. Model kroplowy umożliwia odwzorowanie wielu cech jąder atomowych, wliczając to ogólny trend energii wiązania z uwzględnieniem liczby masowej oraz zjawiska rozszczepienia jądra atomowego.
Efekty mechaniki kwantowej mogą być natomiast opisane przy użyciu modelu powłokowego, stworzonego w większości przez Marię Göppert-Mayer. Jądra posiadające pewną liczbę neutronów i protonów (liczbę magiczną – 2, 8, 20, 50, 82, 126, ...) są zawsze stabilne, ponieważ ich powłoki są wypełnione (zob. wyspa stabilności).
Zaproponowano również inne, bardziej skomplikowane modele jądra, takie jak model oddziałujących bozonów, w którym pary neutronów i protonów oddziałują ze sobą jako bozony, analogicznie do par Coopera elektronów.
Większość bieżących badań w ramach fizyki jądrowej skupia się na zachowaniu jąder w ekstremalnych warunkach, takich jak bardzo wysoki spin lub energia wzbudzenia. Jądra niewystępujące w warunkach naturalnych mogą powstać w wyniku sztucznie wywołanej fuzji lub w strumieniu jonów z akceleratora. Strumienie o bardzo wysokiej energii mogą być użyte do stworzenia jąder w bardzo wysokich temperaturach, i są pewne przesłanki, że w wyniku eksperymentów doszło do przemiany fazowej z normalnej materii do nowego stanu – plazmy kwarkowo-gluonowej.

## Aktualne zagadnienia

### Radioaktywność
Istnieje 80 pierwiastków posiadających co najmniej jeden stabilny izotop (izotop uważa się za stabilny, jeśli nie zaobserwowano jego rozpadu), a całkowita liczba znanych stabilnych izotopów wynosi 256. Niemniej istnieją tysiące dokładnie opisanych izotopów, które nie są stabilne. Radioizotopy mogą rozpaść się w ułamku sekundy (np. darmsztadt-271), ale istnieją też takie, których okres połowicznego rozpadu jest niezwykle długi, np. dla bizmutu-209 wynosi on ok. 20 trylionów lat.
Przykładowo, jeśli w jądrze siły odpychania elektrostatycznego pomiędzy protonami są większe niż przyciągające siły jądrowe pomiędzy nukleonami, to jądro to ulegnie rozpadowi. W wyniku rozpadu beta atomu azotu-16 (składającego się z 7 protonów i 9 neutronów) powstaje atom tlenu-16 już po kilku sekundach. W tym przypadku pod wpływem oddziaływania słabego jeden z neutronów atomu azotu zmienia się w proton, elektron i antyneutrino. Pierwiastek zmienia się w inny, ponieważ wcześniej posiadał siedem protonów (był to atom azotu) a po rozpadzie osiem (przez co stał się pierwiastkiem tlenu).
Przy rozpadzie alfa rozpadający się atom emituje jądra helu (2 protony i 2 neutrony) tworząc jeden atom innego pierwiastka i jeden atom helu-4. W wielu przypadkach proces rozpadu jest kilkustopniowy, czasem obejmując inne rodzaje rozpadu, trwający aż do powstania stabilnego izotopu.
Z kolei rozpad gamma polega na emisji wysokoenergetycznego fotonu (promieniowanie gamma) w wyniku przejścia jądra ze stanu wzbudzenia do stanu niższego. W wyniku tego procesu pierwiastek nie ulega przemianie.
Możliwe są również inne, rzadsze rodzaje rozpadu. Na przykład w przypadku konwersji wewnętrznej wzbudzone jądro może wyrzucić z atomu jeden z elektronów, jednak proces ten nie powoduje przemiany pierwiastka.

### Reakcja termojądrowa
Gdy dwa lekkie jądra znajdą się bardzo blisko siebie możliwe jest ich połączenie. Aby zbliżyć jądra do siebie na tyle blisko, by zadziałały oddziaływania silne niezbędna jest ogromna ilość energii, ponieważ fuzja jądrowa może zajść tylko w bardzo wysokich temperaturach lub pod olbrzymim ciśnieniem. Hipotetyczna fuzja jądrowa w temperaturze niższej niż rzędu milionów kelwinów jest nazywana zimną fuzją. Jak dotąd nie udało się zaobserwować tego zjawiska.
Fuzja zachodzi kiedy dwa jądra są wystarczająco blisko siebie, oddziaływania silne przewyższają siłę odpychania elektrostatycznego protonów. Wtedy oba jądra wiążą się, tworząc nowe. Uwalniana jest przy tym bardzo duża ilość energii, znacznie większa niż w przypadku rozszczepienia jądra atomowego.
Gwiazdy takie jak Słońce zasilane są właśnie fuzją czterech protonów w jądro helu (proces ten zachodzi w ciągu kilku cykli jądrowych). Niekontrolowana fuzja atomów wodoru w atom helu nazywana jest ucieczką termojądrową.
Na chwilę obecną prowadzi się badania nad ekonomicznie opłacalną metodą pozyskiwania energii z kontrolowanej reakcji termojądrowej. Badania prowadzone są w różnych ośrodkach badawczych takich jak JET czy ITER.

### Rozszczepienie jądra atomowego
Energia wiązań w jądrach atomowych cięższych niż jądra niklu-62 zmniejsza się wraz z liczbą masową. Dzięki temu możliwe jest wyzwolenie energii, gdy ciężkie jądro rozpada się na dwa lżejsze.
Niektóre najcięższe jądra w wyniku rozpadu emitują neutrony. Wyemitowane neutrony inicjują kolejny rozpad. Reakcja ta, polegająca na rozpadach kolejnych jąder, emitujących kolejne neutrony, które z kolei powodują jeszcze więcej rozpadów nazywana jest reakcją łańcuchową.
Łańcuch rozpadów jąder inicjowany przez powstałe w wyniku rozpadu neutrony, jest źródłem energii w energetyce jądrowej a także w bombach atomowych. Bomby korzystające z rozpadu jąder zrzucono na Hiroszimę (jądra uranu) i Nagasaki (jądra plutonu) pod koniec drugiej wojny światowej
Aby doszło do reakcji łańcuchowej, musi zostać przekroczona masa krytyczna.

### Produkcja pierwiastków ciężkich
Najpowszechniejszymi cząstkami elementarnymi powstałymi po Wielkim Wybuchu są protony i elektrony (w tej samej ilości). W wyniku pierwotnej nukleosyntezy powstały niewielkie ilości lekkich pierwiastków, lecz większość lekkich pierwiastków powstała we wnętrzach gwiazd w serii przemian jądrowych, takich, jak cykl protonowy, cykl CNO i potrójny proces alfa. Cięższe pierwiastki powstały w końcowych etapach ewolucji gwiazd.
W fuzji łączą się jądra pierwiastków lżejszych niż żelazo. Cięższe pierwiastki powstają w wyniku pochłaniania neutronów. Ponieważ neutrony nie posiadają ładunku, są one łatwo pochłaniane przez jądra. Ciężkie pierwiastki powstają albo w wyniku powolnego procesu pochłaniania neutronów (nazywanego s) albo w wyniku szybkiego (r) procesu pochłaniania.
Proces s zachodzi w czerwonych olbrzymach i trwa setki do tysięcy lat, zanim powstaną najcięższe jądra, takie jak ołów lub bizmut. Proces r zachodzi najprawdopodobniej w wyniku eksplozji supernowych dzięki bardzo wysokiej temperaturze, intensywnemu bombardowaniem neutronami jądro pochłania kilka neutronów zanim rozpadnie się.